# 密西西比鎮區 (密蘇里州密西西比縣)
密西西比鎮區（英語：Mississippi Township）是位於美國密蘇里州密西西比縣的一個行政鎮區。

## 地方資料
密西西比鎮區的面積為136.80平方千米，當中陸地面積為131.28平方千米，而水域面積為5.52平方千米。根據2020年美國人口普查的數據，當地共有人口16人，而人口密度為每平方千米0.12人。